# 双桥河站
双桥河站是天津地铁1号线的地铁车站，位于中华人民共和国天津市津南区双桥河路与国展大道交叉口南侧，为1号线东端终点站，于2024年7月1日开通。

## 车站结构
双桥河站位于双桥河路与国展大道交叉口南侧，沿双桥河路路西设置，呈南北走向，为地下两层岛式站台车站，车站长575.825米，标准段宽20.5米，车站地下一层为站厅层，地下二层为站台层，站台设置全高站台门。
| 地面              | 出入口 | C、D出入口                                                                                |
| 地下一层          | 站厅   | 客服中心、自动售票机、验票机                                                              |
| 地下二层          | 站台   | \| \| \| █ 1号线往刘园（东沽路） \| \| 島式 · 開左邊车门 \| \| \| \| \| \| █ 1号线落客 \| |
|                   |        | █ 1号线往刘园（东沽路）                                                                   |
| 島式 · 開左邊车门 |        |                                                                                           |
|                   |        | █ 1号线落客                                                                               |

## 车站出口
双桥河站目前开放2个出入口，各出口及周围设施如下所示：
|                                      |      |          |              |
| 出口编号                             | 照片 | 地点     | 可到达目的地 |
| 出口 · C · 扶手电梯标志              |      | 双桥河路 | 双桥河车辆段 |
| 出口 · D · 升降机标志 · 扶手电梯标志 |      | 双桥河路 | 双桥河车辆段 |
| 註： 設有 \| 設有扶手電梯            |      |          |              |

## 车站历史
本站工程名与正式站名均为双桥河站，以车站所处的双桥河镇命名。
- 2014年11月6日，车站主体结构开工。
- 2015年11月13日，车站主体结构封顶[2]。
- 2024年7月1日，车站开通运营[1]